# Forme temporelle
Forme temporelle se dit d’un évènement qui se déploie dans le temps selon un ordre interne propre. La consistance de cet événement est celle de la signification qu'on lui attribue, en le singularisant comme tel. Une forme temporelle se présente extérieurement comme d’une séquence de temps identifiable par ses contours (début et fin), son éventuelle répétition, sans que cette détermination suffise entièrement à la qualifier. La forme temporelle est paradoxalement atemporelle au sens où elle tire son unité du fait que sa fin est déjà contenue dans son début et que toutes ses parties y tendent.
L'évènement ainsi qualifié ressort de différentes formes dont la durée d’existence est variable : il peut s’agir d’un mouvement brusque de quelques minutes, ou au contraire se déployer dans une temporalité bien plus longue, voire multiséculaire.
Une forme temporelle est donc un objet perçu et conçu. En ce sens, il ne faut pas différencier le temps de sa réalisation du mouvement de sa perception : la conscience de l'événement « fait » l'événement au-delà des faits bruts.

## Domaines
Les formes temporelles se trouvent généralement en linguistique et en littérature où elles caractérisent des formes du discours et du récit (voir la diégèse). Pour ne citer qu’un exemple, Marcel Proust emploie dans sa Recherche du temps perdu une multitude de formes temporelles narratives dont la contiguïté forme des rapports de proportion. Ainsi « les rapports entre la durée variable de ces événements, ou segments diégétiques, et la pseudo-durée de leur relation dans le récit sont des rapports de vitesse. Les relations entre les capacités de répétition de l’histoire et celles du récit sont des rapports de fréquence. ».
Les formes temporelles  sont musicales par excellence. Contrairement à ce qu'on aime à dire en général, la musique n'est pas un « art du temps ». La durée d'un morceau de musique n'est pas définie de manière absolue et extérieure, mais par la richesse et la disposition de ses rapports harmoniques intrinsèques, qui « chronomètrent » la pièce de l'intérieur, sans que ce chronométrage soit absolu.

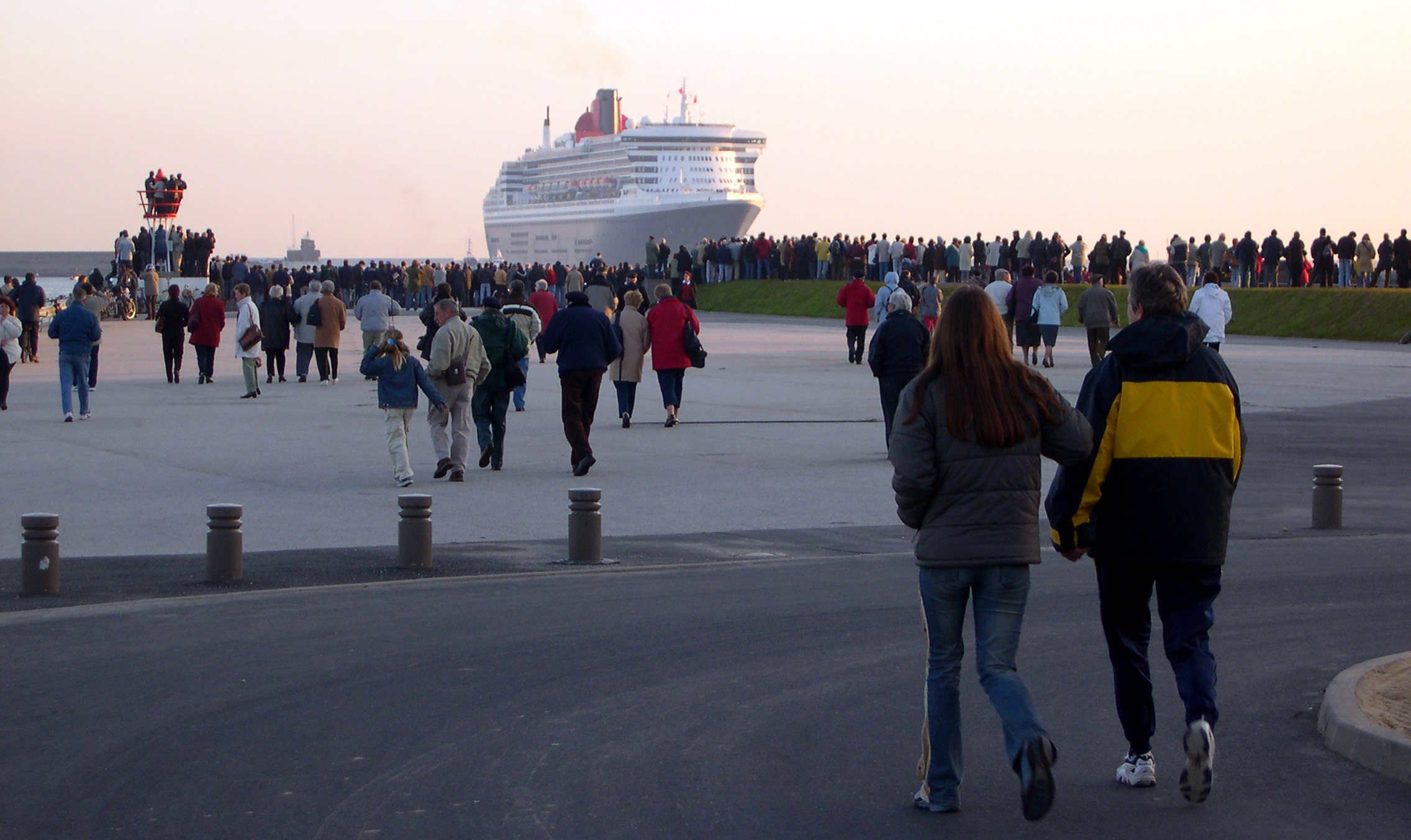
Forme temporelle sociale : exemple d'un rassemblement populaire

Les formes temporelles sont utilisées en sciences sociales pour caractériser un évènement dont le développement dans le temps acquiert une plus grande importance que toute autre considération. Ainsi, les manifestations, fêtes populaires, et rassemblements collectifs, sont classés comme formes temporelles dans la mesure où elles forment une stance reconnaissable. 

## Questions
Les questions qui se posent :
- Peut-on appliquer tous les caractères des formes spatiales aux formes temporelles ?
- Qu’est-ce qu’une forme temporelle à l’heure de la compression du temps ?
- En quoi une forme temporelle peut décrire la vie sociale et son organisation physique qu’est  la ville ?

## En urbanisme
L’urbanisme présente, de par sa consistance, de multiples temporalités. À la croisée des sciences physiques et sociales, il articule des temps matériels et sociaux.
Suivant l’ordre antique romain du « tracer, lotir, bâtir » toujours d’actualité dans une grande partie du monde, l’urbain se décline en trois ordres aux temporalités différentes :
1) Le réseau viaire, donc le maillage des rues, se présente comme le plus persistant. Ainsi bon nombre de voies romaines perdurent de nos jours. En France, l’inaliénabilité du domaine public que constituent les voies publiques en renforcent la permanence.

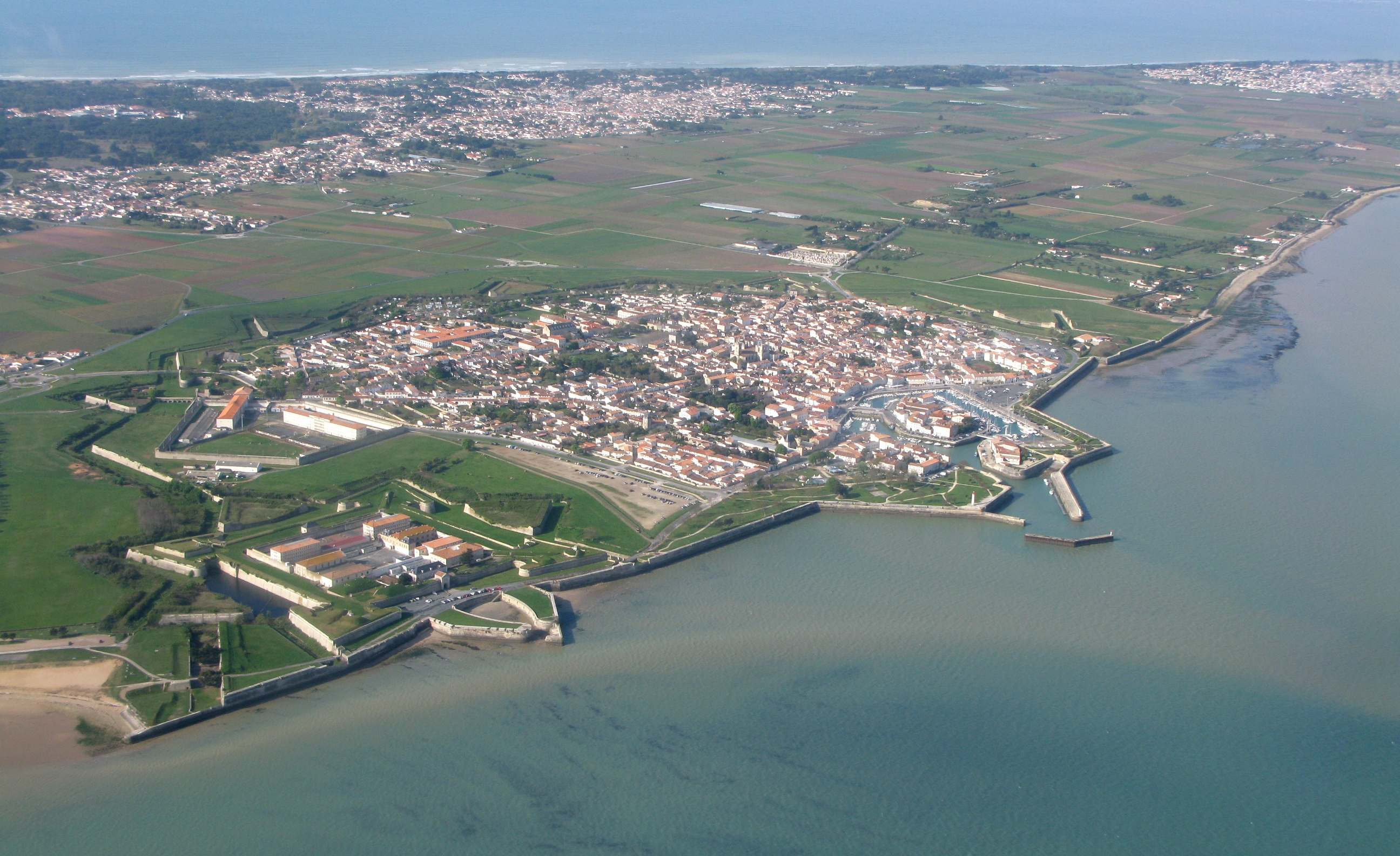
Exemple : Vue aérienne de la ville de Saint-Martin-en-Ré bâtie sur un plan Vauban

2) Le parcellaire est fondé sur la notion de propriété foncière. Il fluctue en fonction des transactions telles que les scissions et regroupements. Le droit de propriété lui confère néanmoins une certaine constance et l’observation des cadastres urbains successifs démontrent une certaine constance des limites parcellaires.

3) L’ordre du bâtir est beaucoup plus fluctuant, et rares sont les parcelles qui ne voient pas en un siècle des modifications substantielles des constructions qu’elles hébergent. L'architecture appartient à cette temporalité comme expression culturelle à un moment donné de la société. Ces trois ordres produisent des formes temporelles' qui s’imbriquent, s’interconnectent et entrent en résonance. 
Pour définir la ville, Max Weber dit : « (la ville) constitue, en tout cas, un habitat concentré (au moins relativement), « une localité ». Dans les villes (mais pas seulement là), les maisons sont construites très près les unes des autres ; d’ailleurs aujourd’hui, la règle générale est de les bâtir mur contre mur ». Les formes temporelles en urbanisme caractérisent des objets dynamiques, mobilisés par des forces sociales, qui deviennent par leur importance des évènements. Leurs conséquences dans la vie urbaine leur confèrent une forme identifiable se développant selon une temporalité propre.
Pour revenir sur l’histoire récente de l’urbanisme, la création des grands ensembles après la Seconde Guerre mondiale doit être considérée comme une forme temporelle. Cette nouvelle forme urbaine est identifiée par les urbanistes et les sociologues qui l'inscrivent dans l’histoire plus générale de la ville et dont la signification particulière décrit un phénomène nouveau : la naissance des banlieues. De même la relégation de ces « banlieues », après que les pouvoirs publics aient laissé la situation sociale se dégrader, peut être considérée comme une autre forme temporelle, incluse dans la première.
L’importance accordée à la forme temporelle en urbanisme réside dans le fait qu’elle décrit un évènement homogène dans son développement, mais faisant appel aux forces divergentes à l'œuvre dans l’urbain. "L’urbain, c’est une forme pure : le lieu de rencontre, le lieu de rassemblement, la simultanéité. Cette forme n’a aucun contenu spécifique, mais tout y vient et y vit. C’est une abstraction, mais le contraire d’une entité métaphysique, une abstraction concrète, liée à la pratique".